# Megacyllene bonplandi
Megacyllene bonplandi es una especie de escarabajo longicornio del género Megacyllene, tribu Clytini, subfamilia Cerambycinae. Fue descrita científicamente por Gounelle en 1911.

## Descripción
Mide 12-14 milímetros de longitud.

## Distribución
Se distribuye por Argentina, Brasil y Paraguay.